# WACO Classic Aircraft

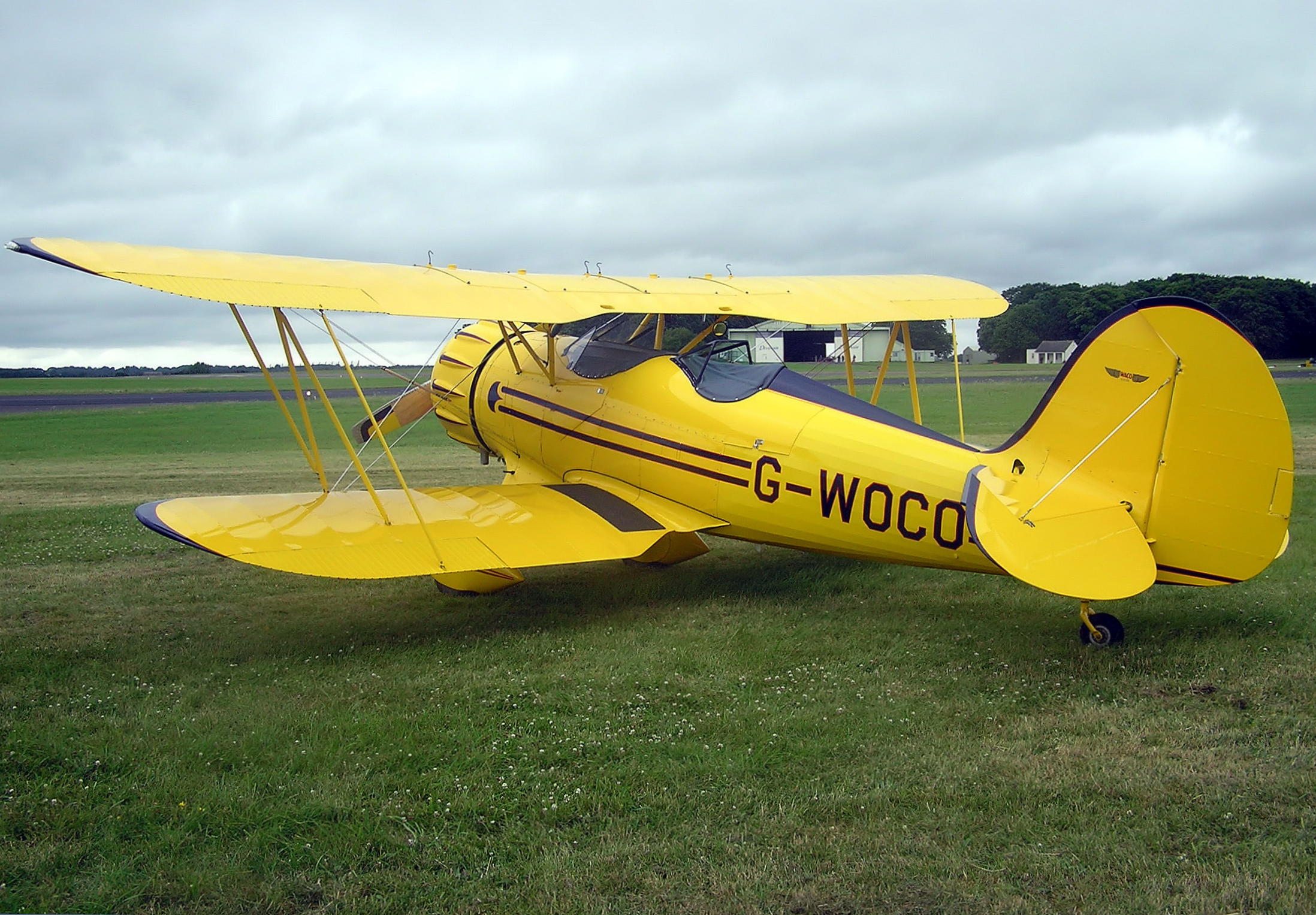
Waco Classic YMF-5C byggt år 2000

WACO Classic Aircraft är en amerikansk flygplanstillverkare.
WACO Classic Aircraft bildades 1983 i Battle Creek Michigan för att återuppta tillverkningen av flygplan konstruerade av WACO (Weaver Aircraft Company of Ohio).  
Vid fabriken tillverkas det tresitsiga flygplanet WACO Classic YMF som har sina rötter i ett populärt sportflygplan från 1940-talet. Nykonstruktionen av den klassiska WACO modellen utfördes med hjälp av originalritningar som lånades från Library of Congress samt studier av tidigare producerade flygplan. Vid fabriken på flygfältet W.K. Kellogg Regional Airport sker monteringen av de nya flygplanen. Verkstaden genomför även reparationer och underhåll av tidigare originalflygplan från WACO. 
De nytillverkade flygplanen är modifierade med modern instrumentering, hjulbromsar och dagens säkerhetstänkande i kabinutformning. Eftersom flygplanen produceras helt och hållet för hand blir tillverkningsantalet relativt litet, och man blir begränsad till ett fåtal modeller av WACO:s ursprungsmodeller. 